# Suffrage capacitaire
Le suffrage capacitaire est un mode de scrutin dans lequel le droit de vote est accordé aux citoyens en fonction de leurs capacités intellectuelles, par exemple la faculté de lire et écrire. En pratique, seuls les détenteurs de certains titres (diplômes), ceux qui exercent certaines fonctions ou ceux qui réussissent un test particulier auront le droit de vote. Le suffrage capacitaire ne doit pas être confondu avec le suffrage censitaire, qui conditionne le droit de vote au paiement d'un seuil d'impôt. 

## Suffrage capacitaire dans le monde

### France
Le suffrage capacitaire a été utilisé en France sous la monarchie de juillet, combiné au suffrage censitaire. Il était également prévu dans la Constitution de l'éphémère Gouvernement révolutionnaire de l'an II[Où ?] (1793-1794)[source insuffisante].

### Belgique
De 1830 à 1893, la Belgique a utilisé le suffrage censitaire. En 1883, afin d'élargir le corps électoral, une notion de vote capacitaire fut ajoutée : ceux qui ne pouvaient payer le cens mais qui justifiaient d'un certain niveau d'instruction ou occupaient certaines fonctions appelées « les capacités » (médecin, magistrat, notaire, officier supérieur…) pouvaient voter aux élections communales et provinciales.
Le suffrage capacitaire a survécu partiellement à l'abolition du suffrage censitaire en 1893. En effet, le cens a été remplacé par un système de vote plural dans lequel la qualité de capacitaire était prise en compte.

### Amérique latine[Où?]
Jusqu'à très récemment, de nombreux[Combien ?] États latino-américains limitaient le droit de vote à leurs citoyens alphabétisés.

### États-Unis d’Amérique
Jusqu'au Voting Rights Act de 1965, le droit de vote dans certains États du Sud des États-Unis était conditionné par la capacité à expliquer la Constitution. Dans le contexte de la ségrégation raciale, ce procédé visait à exclure du corps électoral les descendants d'esclaves noirs. En effet, une clause de grand-père dispensait de ce test tous ceux qui pouvaient justifier que leur père ou leur grand-père possédait le droit de vote avant 1866, ce qui n'était pas le cas des descendants d'esclaves noirs. Il en résulte que les Blancs, même illettrés, avaient le droit de vote, tandis que les Noirs étaient soumis au test capacitaire.